# Кореневський район
Кореневський райо́н — адміністративно-територіальна одиниця і муніципальне утворення на південному заході Курської області Росії.
Адміністративний центр — смт Коренево.

## Географія
Розташований у південно-західній частині області, на сході межує із Суджанським, на північному сході — з Льговським, на північно-заході — з Рильським, на заході — із Глушковським районами Курської області, на півдні із Сумським районом Сумської області України.
Довжина території району з півночі на південь 40 км, із заходу на схід 30 км. Територія 873 км² або 0,3% території області.
Основні річки — Сейм, Бик, Груня, Толпинка, Крепна, Снагість.

## Історія
Кореневський район в сучасних кордонах утворений в 1967 році.
В результаті операції українських військ в Курській області в серпні 2024 частину району контролюють українські війська .

## Населення
| 2002    | 2004    | 2006    | 2007    | 2008    | 2009    | 2010    | 2011    | 2012    |
| ------- | ------- | ------- | ------- | ------- | ------- | ------- | ------- | ------- |
| 21 474  | ↘21 000 | ↘20 133 | ↘19 641 | ↘19 172 | ↘18 634 | ↘18 294 | ↘18 180 | ↘17 733 |
| 2013    | 2014    | 2015    | 2016    | 2017    | 2018    | 2019    | 2020    | 2021    |
| ↘17 302 | ↘16 832 | ↘16 547 | ↘16 299 | ↘16 163 | ↘16 052 | ↘15 936 | ↘15 689 | ↘15 018 |

### Урбанізація
Міське населення (селище Коренево) становить 36,99% від населення району.